# 方賢齊
方賢齊，（1912年3月20日—2015年4月6日），福建省福州市人，台灣電子電信資訊產業重要的開創人物之一。

## 生平
他於1932年由上海交通大學畢業。抗戰前，他歷任浙江電話局修護股長、粵漢鐵路電務課長、交通部第一區電信特派員辦事處工程師、交通部長沙區長途電話幹線維護工務處處長、交通部第三區電信管理局副局長兼總工程師等職。戰後調任交通部第六區電信管理局副局長、交通部台灣郵電管理局副局長。之後則擔任交通部臺灣電信管理局局長、常務次長、電信總局局長、工業技術研究院院長、財團法人資訊工業策進會第一屆執行長、常務董事、副董事長與聯華電子的第一任董事長等職位。
他在電信總局局長任內，對台灣電信事業的普及與擴充作了許多努力。1975年5月，台灣電話機已突破百萬具，為全世界超過百萬具話機數的32個國家之一。
1974年，他與美國無線電公司（Radio Corporation of America，RCA）微波研究室主任潘文淵、經濟部長孫運璿等人，提出發展積體電路的電子工業政策，影響到後來台灣的產業發展。使台灣工業政策從加工出口區式的勞力密集改變成科學園區式的技術密集。方賢齊是協調政府部會在積體電路工業發展計畫取得共識的關鍵人物。以海外華人為主要成員的電子技術顧問委員會（Technical Advisory Committee，TAC）成立，由潘文淵擔任領導人，提供台灣發展電子工業的技術諮詢。
他們於1973年成立工業技術研究院，並於1978年由方賢齊擔任第二屆院長。工業技術研究院與美國無線電公司合作引進技術，發展新興的產業。1980年，工研院又分割出聯華電子與台灣光罩公司，前者由方賢齊擔任第一任的董事長，是台灣電子產業的開端。
方賢齊也協助李國鼎建立財團法人資訊工業策進會，並擔任副董事長一職。1987年11月，資策會分割出成立宏慧資訊公司（現與前瞻科技公司合併為宏瞻資訊公司），也由方賢齊擔任董事長一職。從工研院退休之後，方賢齊受聘為美台電訊公司（今朗訊科技）董事長。
方賢齊晚年居美國紐約市附近。逝世後獲中華民國政府明令褒揚。

## 著作
- 方賢齊，《長途電話交換簡說》臺北市：交通部臺灣電信管理局，1950年
- 方賢齊，《淡江景集》臺北市：方賢齊自版，1955年
- 方賢齊，《淡江影集》 (共三集)
- 方賢齊，《話務設計學》臺北市：交通部臺灣電信管理局
- 方賢齊，《話務管理》臺北市：交通部臺灣電信管理局，1956年與1972年

## 進階閱讀
- 程宗明，〈析論台灣傳播學研究／實務的生產 (1949-1980) 與未來[永久]〉
- 吳欣儀，《從工研院的組織調整看台灣高科技政策之轉型》，東吳大學碩士論文，2005年
- 蔡偉銑，《台灣積體電路產業發展的政策過程分析》，東吳大學博士論文，2005年

## 外部連結
- 方賢齊的訪談紀錄

| 前任： 王兆振 | 工業技術研究院院長 1978年8月-1985年8月 | 繼任： 張忠謀 |